# Eupithecia chincha
Eupithecia chincha es una especie de polilla de la familia Geometridae. La especie fue descrita por primera vez por Paul Dognin habiendo sido descrita en 1899, con distribución en Ecuador. El holotipo de la especie fue descrita en los alrededores de Loja.

## Descripción
Es una polilla pequeña con una envergadura de 17 milímetros (0,7 plg). En su parte superior es de color gris leonado, los patrones marrones. Éstas constan de un punto celular bien marcado, unas sombras mal definidas en la localización de las extracelulares y subterminales y unas líneas terminales entre las venas. La franja, concolora, es como doble; la mitad interior es gruesa y cortada de color negro en los extremos de las costillas; la segunda mitad más ligera.